# Andelic Jonathan
Andelic Jonathan (művésznevén: Jota) magyar dalszerző, előadó, az X-Faktor, A Dal 2021 és A Dal 2022 tehetségkutató műsorok döntős versenyzője. Főként pop, gospel és funky stílusú dalaiban személyes gondolatait, élményeit osztja meg.

## Élete
Jota ötéves korában kezdett zongorázni, majd zenei tanulmányait az Eszterházy Károly Egyetem ének-zenetanár és karvezetés szakán fejezte be.
14 éves kora óta ír dalokat. Első, és egyik legismertebb, "Jézus, leborulok" c. dalát - amelyet 15 évesen írt - országazerte éneklik gyülekezetekben, és az énekes liturgia szerves részét képzi. "Vágyom rád" c. dalával, 2018-ban elnyerte a legjobb zene- és szövegírónak ítélt Ez az a dal díjat. A békéscsabai Premier Művészeti Szakgimnázium és Alapfokú Művészeti Iskola tanára volt. Rendszeres fellépője és tanára a Debreceni Nyári Dicsőítő Iskolának. A nem csak hazai, hanem nemzetközi szinten is jelentős, valamint elismert zenei fórum több befutott, ismert "Jota" dalt is a repertoárja részeként tart számon, ezek közül a legismertebbek: "Vágyom rád", "Egyedül Jézus az Úr", "Élő víz", "Róma 8".
Előadóművészként szóló és zenekari produkciókban egyaránt szerepel. Saját produkciói mellett rendszeresen fellép Little G Weevil, Ferenc Péter Peet és Gyárfás István koncertjein.
Dalszövegeiben az élethez, mély emberi érzésekhez, hithez kapcsolódó élményeit osztja meg. Zenéjét leginkább a dinamikus pop, gospel és funky stílus jellemzi.
A nagyközönség először a X-Faktor (ötödik évad) televíziós show-műsorban találkozhatott Jotával, ahol a Let it be című Paul McCartney-dal zongora-ének feldolgozásával azonnal a zsűri és a nézők szívébe lopta magát. Áldom című dalával a legtöbb közönségszavazatot kapva A Dal 2021 tehetségkutató műsor döntőjébe jutott, majd "A Dal 2021 Akusztik Versenyének Győztese" díjat is elnyerte. Ezt követően A Dal 2022 verseny döntőjéig jutott "Elhiszem még" című dalával.